# Kołodzieje (powiat kartuski)
Kołodzieje (dodatkowa nazwa w j. kaszub. Kòłodzeje) – wieś kaszubska w Polsce położona w województwie pomorskim, w powiecie kartuskim, w gminie Sulęczyno. 
Wieś wchodzi w skład sołectwa Sucha.
W latach 1975–1998 miejscowość położona była w województwie gdańskim.